# ريتشارد ماير (ملحن)
ريتشارد ماير هو ملحن ومنتج أسطوانات سويسري، ولد في نوفمبر 1970.

## روابط خارجية
- ريتشارد ماير على موقع IMDb (الإنجليزية)
- ريتشارد ماير على موقع ديسكوغز (الإنجليزية)